# ヴァージン・ギャラクティック

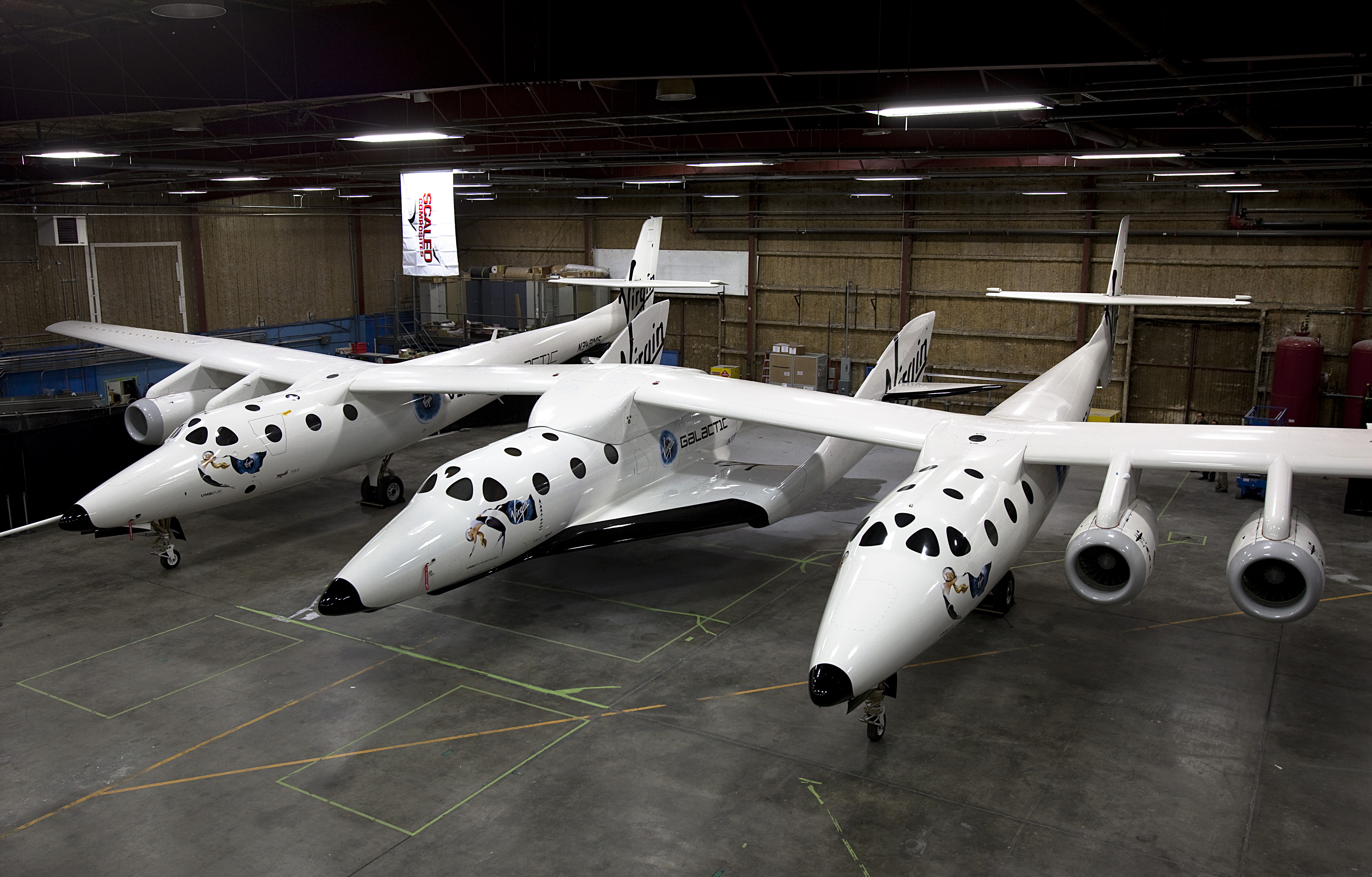
宇宙船スペースシップツーとその母船ホワイトナイトツー

ヴァージン・ギャラクティック  (英語: Virgin Galactic) は、ヴァージン・グループ会長のリチャード・ブランソンが設立した宇宙旅行ビジネスを行う会社である。
かつては宇宙旅行の他に衛星打ち上げ事業も担っていたが、衛星打ち上げについては2017年にヴァージン・オービット社へ分社されている。

## 事業
スケールド・コンポジッツ社より技術提供を受け、再使用が可能な宇宙船「スペースシップツー」を開発しており、米国ニューメキシコ州に「スペースポート・アメリカ」、スウェーデンの北部に「スペースポート・スウェーデン」を建設している。スケールド・コンポジッツ社は、「スペースシップワン」の弾道飛行によりAnsari X Prizeに勝利し、賞金1000万ドルを獲得したことで知られる。
2023年6月より宇宙旅行の商業飛行を開始しており、約800人が予約済みとなっている。日本に於ける公式代理店はクラブツーリズム・スペースツアーズ。
2019年10月18日、SPACにより商業飛行の開始を待たずニューヨーク証券取引所に上場した。初値は12.34ドル。初値を基に計算した時価総額は約10億ドル（当時レートで約1080億円）となった。「宇宙旅行会社」の上場は世界初となった。
スペースシップツーのパイロット以外を乗せた有人宇宙飛行は2021年7月に初めて行われた。この飛行では創業者のリチャード・ブランソンら6人が搭乗、高度80kmに到達し3分間の無重力体験を行い、1時間後に無事帰還した。

## 計画

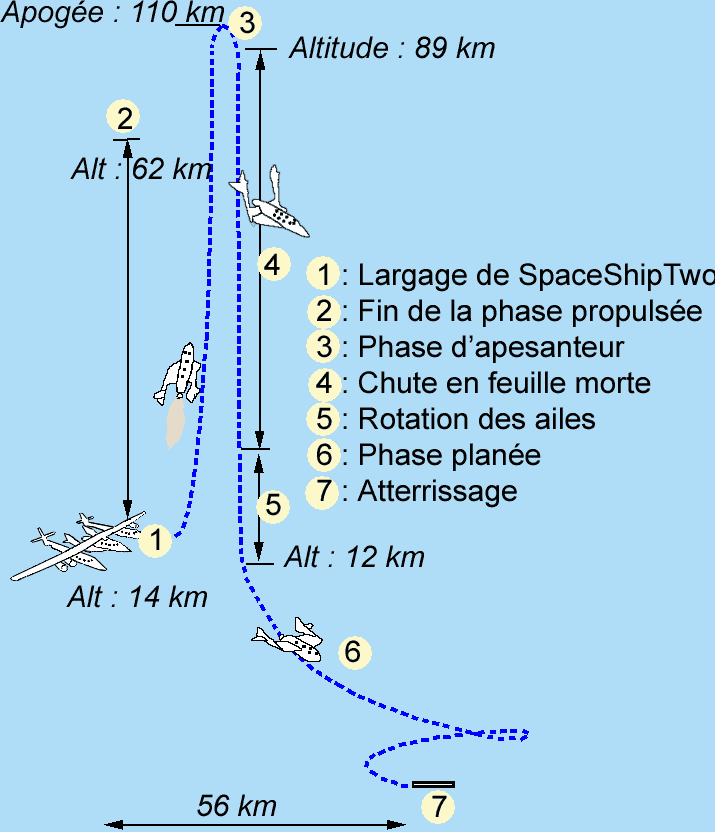
宇宙旅行の飛行プラン

ヴァージン・ギャラクティック社は年500人の観光客を一人当たり25万ドルの料金で宇宙へ送る計画を立てている（2021年に45万ドルに値上げ）。1960年代から2007年まで、100km以上の高さの宇宙に到達した飛行士は448人しかいない（ただしそのほとんどは地球を周回している）。ヴァージン・ギャラクティックは毎年これを超える人数の観光客を宇宙空間に送り込むことになる。
飛行は弾道飛行で、大気圏と宇宙のおおよその境界とされる地上100kmを若干超える高さまで到達することになっている。完全な無重力になる時間はおよそ6分間を予定している。将来的には軌道上を周回する宇宙機の投入も計画している。

## 沿革
- 2012年
  - 5月 - 連邦航空局 (FAA) より高度100kmの宇宙空間で試験飛行を行うための許可が交付される[9]
- 2013年
  - 4月 - ロケットエンジンを使用した飛行試験を実施、高度17 kmまで到達した。2013年内には高度100 km到達させると発表した[10]。
  - 9月5日 - 2度目の飛行試験に成功[11]。高度約13kmから21kmまでをロケット動力で上昇した後、「フェザリング」技術を使って下降した[11]。
- 2014年
  - 1月10日 - スペースシップツーの3回目のテスト飛行に成功[12]。3回目となるロケットエンジン噴射飛行で、これまでの最高高度となる7万1000フィート（約21.6キロメートル）を記録した[12]。
  - 10月31日 - アメリカカリフォルニア州のモハーヴェ砂漠でスペースシップツーが4回目の試験飛行中に何らかの原因で爆発し、墜落したと発表[13][14][15]。母船は無事に帰還している[15]。2015年7月28日、米運輸安全委員会が、死亡した副操縦士による誤操作が原因だったとする調査結果を公聴会で明らかにした[16]。
- 2016年
  - 12月 - 飛行実験を再開[17]。スペースシップツーの2号機「VSSユニティ」が12月5日、12月22日の2回母機からのグライダー飛行に成功した[17]。
- 2018年
  - 4月5日 - 2014年の事故以来初めて、スペースシップツーのエンジンを使った試験飛行を再開し、成功したと発表した[18]。
  - 12月13日 - 「VSSユニティ」が米空軍の定める高度80km以上の宇宙空間に到達し、「史上初めて民間の乗客を乗せるために作られた有人宇宙船が宇宙に到達した」と発表した[19]。2019年2月の飛行後は機器の不良などでテストが延期されたが、2021年5月に再開。
- 2021年
  - 7月11日 - 創業者のリチャード・ブランソンら6人が搭乗したスペースシップツーが高度80kmに到達し3分間の無重力体験を行い、1時間後に無事帰還した[6][7][8][20][21]。
- 2023年
  - 6月29日 - 乗客3名が搭乗した初の商業飛行に成功 (Galactic 01)。スペースシップツーによる商業運用が開始される[1]。
  - 11月3日 - 5回目の商業宇宙飛行に成功 (Galactic 05)[22]。2023年6月の商業運用開始以来、月に1回のペースでの運用がされている[22]。1回目以来となる「準軌道科学実験室」のミッションを行い、有人宇宙飛行に関連した生理学的データを収集する2件の実験と微小重力環境下における新しいヘルスケア技術の評価の実験計3件の実験を実施した[22]。
- 2024年
  - 1月26日 - 6回目の商業宇宙飛行に成功 (Galactic 06)[23][24]。乗組員には、4人の民間の乗客と2人のヴァージン・ギャラクティックの従業員が含まれていた。宇宙飛行士の教官が搭乗していない最初のミッションであった[25]。フランツ・ハイダーはフランツ・フィーベックに続いて宇宙に行った2人目のオーストリア人となり、リナ・ボロジナは宇宙に行った最初のウクライナ人女性となった。
  - 6月8日 - 7回目の商業宇宙飛行に成功 (Galactic 07)。「VSSユニティ」の運用を終了して、以後はDelta Classの開発に注力することを発表[26]。

## 宇宙機

### スペースシップツー
スペースシップツーはヴァージン・ギャラクティック社が運用する宇宙旅行者向けの弾道飛行スペースプレーン。母機であるホワイトナイトツーから空中で分離された後、高度80km以上の宇宙空間を目指す。1号機の「VSS Enterprise」は事故で失われたが、2号機の「VSS Unity」は宇宙空間に到達した。2023年から2024年にかけて7回の商業飛行が行われた後、2号機も運用終了となっている。

### スペースシップ III
スペースシップ IIIは、スペースシップツーの後継機となる弾道飛行スペースプレーンで、仕様や運用方法はスペースシップツーを踏襲するが、外観が鏡面塗装になっている他、内部構造がモジュール化されるなど大幅な改良が図られている。1機目となる「VSS Imagine」は2021年3月に発表された。また並行して2機目の「VSS Inspire」も建造中としている。しかし、その後飛行が行われることはなく、2024年に先代のVSS Unityが運用終了した際に、VSS ImagineとVSS InspireはともにDelta Class開発のための地上試験などに転用されることが報じられている。

### Delta Class
Delta Classはスペースシップツーの後継機として開発されている新型の宇宙船で、乗客が最大6人となる他、週一回の飛行が可能となるとしている。2024年現在開発中で、2026年の飛行を予定している。